# Barcelona (pokrajina)
Barcelona je španjolska provincija na istoku zemlje, i u središnjem dijelu autonomne zajednice Katalonija.
U pokrajini živi oko 5.523.784 stanovnika.(1. siječnja 2014.)
Glavni grad pokrajine je Barcelona. Ostali veći gradovi u pokrajini su L'Hospitalet de Llobregat, Badalona, Cerdanyola del Vallès, Martorell, Mataró, Granollers, Sabadell, Terrassa, Sitges, Igualada, Vic, Manresa i Berga. 